# Đơn mặt trời

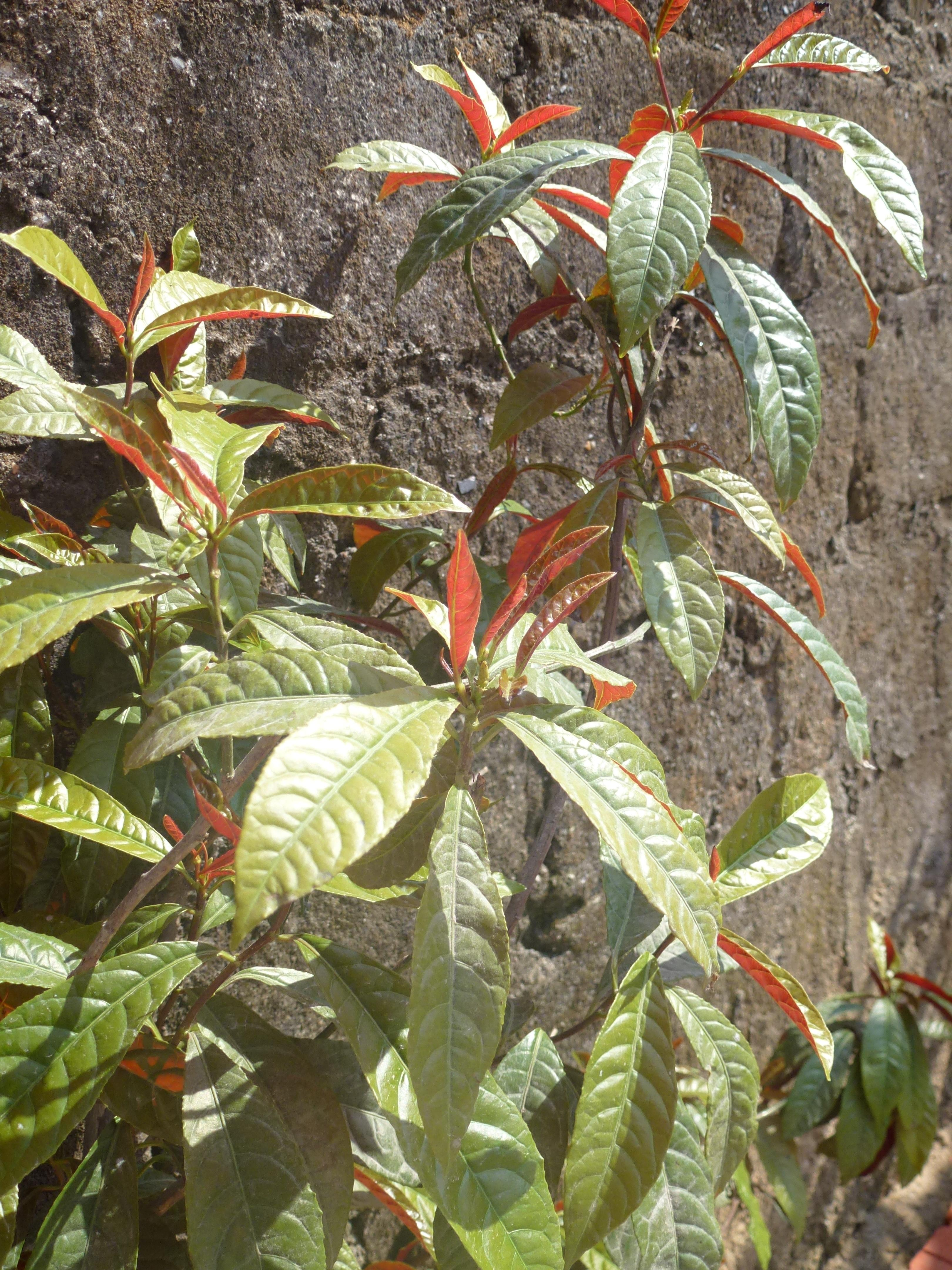
Cây Đơn mặt trời

Đơn mặt trời, đơn tía, đơn đỏ, đơn tướng quân, liễu đỏ, hồng bối quế hoa hay cây mặt quỷ (danh pháp khoa học: Excoecaria cochinchinensis Lour. hay Excoecaria cochinchinensis Lour. var. cochinchinensis) là loài thực vật thuộc họ Đại kích. Đây là loài bản địa Đông Nam Á và Trung Quốc. Đơn mặt trời là cây bụi thường xanh cận nhiệt đới, cao đến 1–2 mét. Mặt trên của lá có màu xanh đậm, mặt dưới màu nâu đỏ. Kích thước lá 6–14 cm x 2–4 cm.

## Thành phần hóa học
Lá đơn mặt trời chứa các hoạt chất: flavonoid (1,5%), saponin, coumarin, anthranoid, tanin, đường khử.